# Niphargus
Niphargus es un género de crustáceos anfípodos delgados, blanquecinos y sin ojos que se caracterizan por su rapidez de movimientos. Es el género más numeroso de la familia, Niphargidae. De hecho, es el más numeroso de todos los géneros de anfípodos de agua dulce.

## Origen
El origen del género Niphargus sigue siendo un enigma. La gran diversidad de especies, junto con el alto grado de diferenciación morfológica y ecológica de este género en la zona norte de la península balcánica y en la región del Danubio y los Cárpatos hacen pensar que fue en esta zona donde surgieron los primeros crustáceos de este género.

## Hábitat
Por lo general, estos animales viven en cuevas o en aguas subterráneas. Especialmente, se presentan en el oeste de Eurasia, en regiones que no estaban cubiertas por las capas de hielo del Pleistoceno. Algunos se encuentran al suroeste de esta zona. Sin embargo, este género está ausente en la mayor parte de la península ibérica. En su área de distribución principal - la región central del Mediterráneo a través de Europa Central y Europa Oriental hasta Ucrania - se encuentran entre los organismos más importantes que habitan en las aguas subterráneas.

## Morfología
Este crustáceo muestra una morfología muy variada en función de las especies estudiadas, esto es causado principalmente por partes del cuerpo muy variables combinadas de manera diferente. El elevado número de combinaciones de caracteres hace que las diferencias entre una especie y otra de Niphargus sean prácticamente nulas. Por esto la catalogación de las distintas especies de este animal, resulta muy difícil. Además, para complicar más su estudio, su morfología varía en función de su madurez.

## Especies
Se conocen más de 400 especies:
- Niphargus abavus G. Karaman, 2011
- Niphargus abchasicus Martynov, 1932
- Niphargus aberrans Sket, 1972
- Niphargus ablaskiri Birstein, 1940
- Niphargus abricossovi Birstein, 1932
- Niphargus adbiptus G. Karaman, 1973
- Niphargus adei S. Karaman, 1934
- Niphargus affinis Dobreanu, Manolache & Puscariu, 1953
- Niphargus aggtelekiensis Dudich, 1932
- Niphargus aitolosi Ntakis, Anastasiadou, Zakšek & Fišer, 2015
- Niphargus alanicus Marin & Palatov, 2021
- Niphargus alasonius Derzhavin, 1945
- Niphargus alatus G. Karaman, 1973
- Niphargus alisadri Esmaeili-Rineh & Sari, 2013
- Niphargus alisae Marin, Krylenko & Palatov, 2021
- Niphargus alpheus Delić, Švara, Coleman, Trontelj & Fišer, 2017
- Niphargus alpinus G. Karaman & Ruffo, 1989
- Niphargus altagahizi Alouf, 1973
- Niphargus alutensis Dancau, 1971
- Niphargus ambulator G. Karaman, 1975
- Niphargus amirani Marin, 2020
- Niphargus anatolicus S. Karaman, 1950
- Niphargus anchialinus Delić, Švara, Coleman, Trontelj & Fišer, 2017
- Niphargus andropus Schellenberg, 1940
- Niphargus angelieri Ruffo, 1954
- Niphargus anticolanus d'Ancona, 1934
- Niphargus antipodes Delić, Švara, Coleman, Trontelj & Fišer, 2017
- Niphargus apuanus Ruffo, 1936
- Niphargus aquilex Schiödte, 1855
- Niphargus arbiter G. Karaman, 1984
- Niphargus arcanus G. Karaman, 1988
- Niphargus arethusa Delić, Švara, Coleman, Trontelj & Fišer, 2017
- Niphargus armatus G. Karaman, 1985
- Niphargus arolaensis Alther, Bogni, Borko, Fišer & Altermatt, 2021
- Niphargus artifex Karaman, 2020
- Niphargus ashamba Marin, Krylenko & Palatov, 2021
- Niphargus asper G. Karaman, 1972
- Niphargus auerbachi Schellenberg, 1934
- Niphargus aulicus G. Karaman, 1991
- Niphargus bajuvaricus Schellenberg, 1932
- Niphargus balazuci Schellenberg, 1951
- Niphargus balcanicus (Absolon, 1927)
- Niphargus baloghi Dudich, 1940
- Niphargus banaticus Dobreanu & Manolache, 1936
- Niphargus banjanus S. Karaman, 1943
- Niphargus barbatus G. Karaman, 1985
- Niphargus bihorensis Schellenberg, 1940
- Niphargus bilecanus S. Karaman, 1953
- Niphargus biljanae G. Karaman, 1998
- Niphargus birsteini Dedyu, 1963
- Niphargus bisitunicus Esmaeili-Rineh, Sari & Fišer, 2015
- Niphargus bitoljensis S. Karaman, 1943
- Niphargus bodoni G. Karaman, 1985
- Niphargus bogdani G. Karaman, 2009
- Niphargus borisi Esmaeili-Rineh, Sari & Fišer, 2015
- Niphargus borkanus S. Karaman, 1960
- Niphargus borutzkyi Birstein, 1933
- Niphargus boskovici (S. Karaman, 1952)
- Niphargus bosniacus S. Karaman, 1943
- Niphargus boulangei Wichers, 1964
- Niphargus bozanae G. Karaman, 2009
- Niphargus brachytelson S. Karaman, 1952
- Niphargus brevicuspis Schellenberg, 1937
- Niphargus brevirostris Sket, 1971
- Niphargus brixianus Ruffo, 1936
- Niphargus bukovicensis G. Karaman, 2016
- Niphargus bulgaricus Andreev, 2001
- Niphargus bureschi Fage, 1926
- Niphargus burgundus Graf & Straskraba, 1967
- Niphargus buturovici S. Karaman, 1958
- Niphargus bzhidik Marin, Krylenko & Palatov, 2021
- Niphargus caelestis G. Karaman, 1982
- Niphargus canui G. Karaman, 1976
- Niphargus carcerarius G. Karaman, 1986
- Niphargus carniolicus Sket, 1960
- Niphargus carolinensis Weber & Brad, 2023
- Niphargus carpathicus Dobreanu & Manolache, 1939
- Niphargus carpathorossicus Straskraba, 1957
- Niphargus carsicus Straskraba, 1956
- Niphargus casimirensis Skalski, 1980
- Niphargus caspary (Pratz, 1866)
- Niphargus castellanus S. Karaman, 1960
- Niphargus catalogus G. Karaman, 1995
- Niphargus cavernicolus Dobreanu & Manolache, 1957
- Niphargus cepelarensis S. Karaman & G. Karaman, 1959
- Niphargus cerjanensis G. Karaman, 2014
- Niphargus chagankae Delić, Trontelj & Fišer, 2017
- Niphargus ciliatus Chevreux, 1906
- Niphargus ciscaucasicus Marin & Palatov, 2019
- Niphargus cismontanus Margalef, 1952
- Niphargus corinae Dedyu, 1963
- Niphargus cornicolanus Iannilli & Vigna-Taglianti, 2005
- Niphargus corsicanus Schellenberg, 1950
- Niphargus costozzae Schellenberg, 1935
- Niphargus croaticus (Jurinac, 1887)
- Niphargus cubanicus Birstein, 1954
- Niphargus cvajcki Delić, Trontelj & Fišer, 2017
- Niphargus cvetkovi Kenderov & Andreev, 2015
- Niphargus cvijici S. Karaman, 1950
- Niphargus cymbalus G. Karaman, 2017
- Niphargus dabarensis Fišer, Trontelj & Sket, 2006
- Niphargus dacicus Dancau, 1963
- Niphargus dalmatinus Schäferna, 1932
- Niphargus dancaui Brad, Fišer, Flot & Sarbu, 2015
- Niphargus danconai Benedetti, 1942
- Niphargus daniali Esmaeili-Rineh & Sari, 2013
- Niphargus danielopoli G. Karaman, 1994
- Niphargus darvishi Esmaeili-Rineh, Sari & Fišer, 2015
- Niphargus debilis Ruffo, 1936
- Niphargus decui G. Karaman & Sarbu, 1995
- Niphargus dederkoyi Marin & Palatov, in Marin, Krylenko & Palatov, 2021
- Niphargus deelemanae G. Karaman, 1973
- Niphargus delamarei Ruffo, 1954
- Niphargus denarius Karaman G.S., 2017
- Niphargus derzhavini Birstein, 1952
- Niphargus diadematus Hudec, Fišer & Dolansky, 2017
- Niphargus dimorphopus Stock & Gledhill, 1977
- Niphargus dimorphus Birstein, 1961
- Niphargus dissonus G. Karaman, 1984
- Niphargus dobati Sket, 1999
- Niphargus dobrogicus Dancau, 1964
- Niphargus dojranensis G. Karaman, 1960
- Niphargus dolenianensis Lorenzi, 1898
- Niphargus doli Delić, Švara, Coleman, Trontelj & Fišer, 2017
- Niphargus dubius Dobreanu & Manolache, 1939
- Niphargus dudichi Hanko, 1924
- Niphargus duplus G. Karaman, 1976
- Niphargus echion G. Karaman & Matočec, 2006
- Niphargus effosus Dudich, 1943
- Niphargus elegans Garbini, 1894
- Niphargus elongatus Chevreux, 1901
- Niphargus enslini S. Karaman, 1932
- Niphargus eugeniae Derzhavin, 1945
- Niphargus euserbicus G. Karaman, 2012
- Niphargus factor Sket & G. Karaman, 1990
- Niphargus fautor G. Karaman, 2017
- Niphargus fiseri Mamaghani-Shishvan & Esmaeili-Rineh, 2019
- Niphargus fjakae Delić, Švara, Coleman, Trontelj & Fišer, 2017
- Niphargus fongi Fišer & Zagmajster, 2009
- Niphargus fontanus Spence Bate, 1859
- Niphargus fontophilus S. Karaman, 1943
- Niphargus foreli Humbert, 1876
- Niphargus forroi G. Karaman, 1986
- Niphargus frasassianus G. Karaman, Borowsky & Dattagupta, 2010
- Niphargus frontalis G. Karaman, 2016
- Niphargus galenae Derzhavin, 1939
- Niphargus gallicus Schellenberg, 1935
- Niphargus galvagni Ruffo, 1953
- Niphargus gammariformis Borko, Collette, Brad, Zakšek, Flot, Vaxevanpoulos, Sarbu & Fišer, 2019
- Niphargus gebhardti Schellenberg, 1934
- Niphargus gegi Marin, 2019
- Niphargus georgievi S. Karaman & G. Karaman, 1959
- Niphargus gineti Bou, 1965
- Niphargus glontii Behning, 1940
- Niphargus goricae Delić, Trontelj & Fišer, 2017
- Niphargus gottscheeanensis Delić, Trontelj & Fišer, 2017
- Niphargus graecus S. Karaman, 1934
- Niphargus grandii Ruffo, 1936
- Niphargus groehni Coleman & Myers, 2001 †
- Niphargus gurjanovae Birstein, 1941
- Niphargus hadzii Rejic, 1956
- Niphargus hakani Esmaeili-Rineh, Mirghaffari & Sharifi, 2017
- Niphargus hebereri Schellenberg, 1933
- Niphargus hegmatanensis Esmaeili-Rineh & Mirghaffari, 2021
- Niphargus hercegovinensis S. Karaman, 1950
- Niphargus hosseiniei , Sari, Fišer & Bargrizaneh, 2017
- Niphargus hoverlicus Dedyu, 1963
- Niphargus hrabei S. Karaman, 1932
- Niphargus hungaricus Méhely, 1937
- Niphargus hvarensis S. Karaman, 1952
- Niphargus ictus G. Karaman, 1985
- Niphargus ilamensis , Sari, Fišer & Bargrizaneh, 2017
- Niphargus illidzensis Schäferna, 1932
- Niphargus imitator G. Karaman, 2012
- Niphargus impexus G. Karaman, 2016
- Niphargus incertus Dobreanu, Manolache & Puscariu, 1951
- Niphargus inclinatus G. Karaman, 1973
- Niphargus incus G. Karaman, 2012
- Niphargus inermis Birstein, 1940
- Niphargus iniochus Birstein, 1941
- Niphargus inopinatus Schellenberg, 1932
- Niphargus inornatus Derzhavin, 1945
- Niphargus irlandicus Schellenberg, 1932
- Niphargus iskae Delić, Trontelj & Fišer, 2017
- Niphargus italicus G. Karaman, 1976
- Niphargus itus G. Karaman, 1986
- Niphargus ivokaramani G. Karaman, 1994
- Niphargus jadranko Sket & G. Karaman, 1990
- Niphargus jaroschenkoi Dedyu, 1963
- Niphargus jovanovici S. Karaman, 1931
- Niphargus jugoslavicus G. Karaman, 1982
- Niphargus julius Stoch, 1997
- Niphargus jurinaci S. Karaman, 1950
- Niphargus kapelanus Delić, Trontelj & Fišer, 2017
- Niphargus karamani Schellenberg, 1935
- Niphargus karkabounasi , Anastasiadou, Zakšek & Fišer, 2015
- Niphargus keeleri Zamanpoore & Bakhshi in , Bakhshi, Sadeghi & Malek-Hosseini, 2020
- Niphargus kenki S. Karaman, 1952
- Niphargus kermanshahi , Heidari, Fišer & Akmali, 2016
- Niphargus khayyami , Zakšek, Heidari Baladehi & Fišer, 2013
- Niphargus khwarizmi , Zakšek, Heidari Baladehi & Fišer, 2013
- Niphargus kieferi Schellenberg, 1936
- Niphargus kirgizi , Çamur-Elipek & Özbek, 2009
- Niphargus kochianus Spence Bate, 1859
- Niphargus kolombatovici S. Karaman, 1950
- Niphargus komareki S. Karaman, 1932
- Niphargus kordunensis Delić, Trontelj & Fišer, 2017
- Niphargus korosensis Dudich, 1943
- Niphargus kosanini S. Karaman, 1943
- Niphargus koukourasi , Anastasiadou, Zakšek & Fišer, 2015
- Niphargus kragujevensis S. Karaman, 1950
- Niphargus krameri Schellenberg, 1935
- Niphargus krasnodarus G. Karaman, 2012
- Niphargus kurdistanensis , Esmaeili-Rineh & Fišer, 2017
- Niphargus kurdus Derzhavin, 1945
- Niphargus kusceri S. Karaman, 1950
- Niphargus labacensis Sket, 1957
- Niphargus ladmiraulti Chevreux, 1901
- Niphargus laisi Schellenberg, 1936
- Niphargus lakusici Karaman G.S., 2017
- Niphargus laticaudatus Schellenberg, 1940
- Niphargus latimanus Birstein, 1952
- Niphargus lattingerae G. Karaman, 1983
- Niphargus leopoliensis Jaworowski, 1893
- Niphargus lessiniensis Stoch, 1998
- Niphargus liburnicus G. Karaman & Sket, 1989
- Niphargus likanus S. Karaman, 1952
- Niphargus lindbergi S. Karaman, 1956
- Niphargus longicaudatus (A. Costa in Hope, 1851)
- Niphargus longidactylus Ruffo, 1937
- Niphargus longiflagellum S. Karaman, 1950
- Niphargus lorestanensis Esmaeili-Rineh, 2018
- Niphargus lori Derzhavin, 1945
- Niphargus lourensis Fišer, Trontelj & Sket, 2006
- Niphargus luchoffmanni , Alther, Zakšek, Borko, Fuchs & Altermatt, 2018
- Niphargus luka G. Karaman, 2012
- Niphargus lunaris G. Karaman, 1985
- Niphargus lurensis Schellenberg, 1935
- Niphargus macedonicus S. Karaman, 1929
- Niphargus magnus Birstein, 1940
- Niphargus malagorae Delić, Trontelj & Fišer, 2017
- Niphargus malakhovi Marin & , in Marin, Krylenko & Palatov, 2021
- Niphargus maximus S. Karaman, 1929
- Niphargus medvednicae S. Karaman, 1950
- Niphargus melticensis Dancau & Andreev, 1973
- Niphargus meridionalis Dobreanu & Manolache, 1942
- Niphargus messanai G. Karaman, 1989
- Niphargus microcerberus Sket, 1972
- Niphargus miljeticus Straskraba, 1959
- Niphargus minor Sket, 1957
- Niphargus mirocensis , Delić, Lučić & Fišer, 2015
- Niphargus moldavicus Dobreanu, Manolache & Puscariu, 1953
- Niphargus molnari Méhely, 1927
- Niphargus montanarius G. Karaman, Borowsky & Dattagupta, 2010
- Niphargus montellianus Stoch, 1998
- Niphargus montenigrinus G. Karaman, 1962
- Niphargus moogi Stoch, Christian & Flot, 2020
- Niphargus multipennatus Sket, 1957
- Niphargus muotae , Konec, Alther, Švara & Altermatt, 2017
- Niphargus murimali , Konec, Alther, Švara & Altermatt, 2017
- Niphargus nadarini Alouf, 1972
- Niphargus nasrullahi , Fišer & Esmaeili-Rineh, 2021
- Niphargus navotinus G. Karaman, 2014
- Niphargus nicaensis Isnard, 1916
- Niphargus notenboomius G. Karaman, 2015
- Niphargus novomestanus S. Karaman, 1952
- Niphargus novorossicus Marin & , in Marin, Krylenko & Palatov, 2021
- Niphargus numerus G. Karaman & Sket, 1990
- Niphargus occultus G. Karaman, 1994
- Niphargus ohridanus S. Karaman, 1929
- Niphargus orbis G. Karaman, 2013
- Niphargus orcinus Joseph, 1869
- Niphargus orientalis S. Karaman, 1950
- Niphargus osogovensis S. Karaman, 1959
- Niphargus otharicus Birstein, 1952
- Niphargus ozimeci G. Karaman, 2011
- Niphargus pachypus Schellenberg, 1933
- Niphargus pachytelson Sket, 1960
- Niphargus pancici S. Karaman, 1929
- Niphargus pannonicus S. Karaman, 1950
- Niphargus parapupetta G. Karaman, 1984
- Niphargus pararhodi Karaman G.S., 2018
- Niphargus parenzani Ruffo & Vigna-Taglianti, 1968
- Niphargus parvus S. Karaman, 1943
- Niphargus pasquinii Vigna-Taglianti, 1966
- Niphargus pater Méhely, 1941
- Niphargus patrizii Ruffo & Vigna-Taglianti, 1968
- Niphargus pavicevici G. Karaman, 1976
- Niphargus pecarensis S. Karaman & G. Karaman, 1959
- Niphargus pectencoronatae Sket & G. Karaman, 1990
- Niphargus pectinicauda Sket, 1971
- Niphargus pedemontanus Ruffo, 1936
- Niphargus pellagonicus S. Karaman, 1943
- Niphargus persicus , Sari, Fišer & Bargrizaneh, 2017
- Niphargus pescei G. Karaman, 1984
- Niphargus petkovskii G. Karaman, 1963
- Niphargus petrosani Dobreanu & Manolache, 1933
- Niphargus phreaticolus Motas, Dobreanu & Manolache, 1948
- Niphargus pincinovae , Švara, Coleman, Trontelj & Fišer, 2017
- Niphargus plateaui Chevreux, 1901
- Niphargus pliginskii Martynov, 1931
- Niphargus plurispinosus Hudec & Mock, 2014
- Niphargus podgoricensis S. Karaman, 1934
- Niphargus podpecanus S. Karaman, 1952
- Niphargus poianoi G. Karaman, 1988
- Niphargus polonicus Schellenberg, 1936
- Niphargus poloninicus Straskraba, 1957
- Niphargus polymorphus Fišer, Trontelj & Sket, 2006
- Niphargus ponoricus Dancau, 1963
- Niphargus pontoruffoi Sarbu, 2019
- Niphargus potamophilus Birstein, 1954
- Niphargus pretneri Sket, 1959
- Niphargus pseudocaspius G. Karaman, 1982
- Niphargus pseudokochianus Dobreanu, Manolache & Puscariu, 1953
- Niphargus pseudolatimanus Birstein, 1952
- Niphargus pulevici G. Karaman, 1967
- Niphargus pupetta (Sket, 1962)
- Niphargus puteanus (Koch, 1836)
- Niphargus rachalechkhumensis , Barjadze, Maghradze & Palatov, 2023
- Niphargus racovitzai (Dancau, 1968)
- Niphargus radzai G. Karaman, 2014
- Niphargus rajecensis Schellenberg, 1938
- Niphargus ravanicanus S. Karaman, 1943
- Niphargus rejici Sket, 1958
- Niphargus religiosus G. Karaman, 2012
- Niphargus remus G. Karaman, 1992
- Niphargus remyi S. Karaman, 1934
- Niphargus renei G. Karaman, 1986
- Niphargus rhenorhodanensis Schellenberg, 1937
- Niphargus rhodi S. Karaman, 1950
- Niphargus robustus Chevreux, 1901
- Niphargus romanicus Dobreanu & Manolache, 1942
- Niphargus romuleus Vigna-Taglianti, 1968
- Niphargus rostovi Marin & Palatov, 2023
- Niphargus rostratus Sket, 1971
- Niphargus rotundus G. Karaman, 2016
- Niphargus rucneri G. Karaman, 1962
- Niphargus ruffoi G. Karaman, 1976
- Niphargus salonitanus S. Karaman, 1950
- Niphargus salzburgensis Schellenberg, 1935
- Niphargus sanctinaumi S. Karaman, 1943
- Niphargus sarii , Mohammad-Niakan & Akmali, 2018
- Niphargus schellenbergi S. Karaman, 1932
- Niphargus schusteri G. Karaman, 1991
- Niphargus scopicauda , Coleman, Zagmajster, Zwittnig, Gerecke & Sket, 2010
- Niphargus serbicus S. Karaman, 1960
- Niphargus sertaci , Çamur-Elipek & Özbek, 2009
- Niphargus sestaputeanus G. Karaman, 2016
- Niphargus setiferus Schellenberg, 1937
- Niphargus sharifi Esmaeili-Rineh, Sari & Fišer, 2015
- Niphargus sibillianus G. Karaman, 1984
- Niphargus similis G. Karaman & Ruffo, 1989
- Niphargus sketi G. Karaman, 1966
- Niphargus skopljensis S. Karaman, 1929
- Niphargus slovenicus S. Karaman, 1932
- Niphargus smederevanus S. Karaman, 1950
- Niphargus smirnovi Birstein, 1952
- Niphargus sodalis G. Karaman, 1984
- Niphargus sohrevardensis , Sari, Fišer & Bargrizaneh, 2017
- Niphargus somesensis Motas, Dobreanu & Manolache, 1948
- Niphargus spasenijae G. Karaman, 2015
- Niphargus speziae Schellenberg, 1937
- Niphargus sphagnicolus Rejic, 1956
- Niphargus spinulifemur S. Karaman, 1954
- Niphargus spiritus Karaman G.S., 2016
- Niphargus spoeckeri Schellenberg, 1933
- Niphargus stadleri S. Karaman, 1932
- Niphargus stankoi G. Karaman, 1974
- Niphargus stebbingi Cecchini, 1928
- Niphargus stefanellii Ruffo & Vigna-Taglianti, 1968
- Niphargus stenopus Sket, 1960
- Niphargus steueri Schellenberg, 1935
- Niphargus stochi G. Karaman, 1994
- Niphargus strouhali Schellenberg, 1933
- Niphargus stygius (Schiödte, 1847)
- Niphargus stygocharis Dudich, 1943
- Niphargus styx , Konec, Alther, Švara & Altermatt, 2017
- Niphargus submersus (Derzhavin, 1945)
- Niphargus subtypicus Sket, 1960
- Niphargus talikadzei Ljovuschin, 1974
- Niphargus tamaninii Ruffo, 1953
- Niphargus tarkhankuticus , Turbanov, Prokopov & Palatov, 2022
- Niphargus tatrensis Wrzesniovsky, 1888
- Niphargus tauri Schellenberg, 1940
- Niphargus tauricus Birstein, 1964
- Niphargus tenuicaudatus Schellenberg, 1940
- Niphargus thienemanni Schellenberg, 1934
- Niphargus thuringius Schellenberg, 1934
- Niphargus timavi S. Karaman, 1954
- Niphargus tomori G. Karaman, 2011
- Niphargus tonywhitteni , Alther, Zakšek, Borko, Fuchs & Altermatt, 2018
- Niphargus toplicensis Andreev, 1966
- Niphargus transitivus Sket, 1971
- Niphargus transsylvanicus Schellenberg, 1934
- Niphargus tridentinus Stoch, 1998
- Niphargus trullipes Sket, 1958
- Niphargus turcicus Andreev & Kenderov, 2012
- Niphargus tvishiensis , Barjadze, Maghradze & Palatov, 2023
- Niphargus urmiensis Mamaghani-Shishvan & Esmaeili-Rineh, 2019
- Niphargus utrishensis Marin & , in Marin, Krylenko & Palatov, 2021
- Niphargus vadimi Birstein, 1961
- Niphargus valachicus Dobreanu & Manolache, 1933
- Niphargus vandeli Barbe, 1961
- Niphargus variabilis Dobreanu, Manolache & Puscariu, 1953
- Niphargus vejdovskyi Wrzesniowski, 1890
- Niphargus velesensis S. Karaman, 1943
- Niphargus versluysi S. Karaman, 1950
- Niphargus vinodolensis Fišer, Sket & Stoch, 2006
- Niphargus virei Chevreux, 1896
- Niphargus vjetrenicensis S. Karaman, 1932
- Niphargus vlkanovi S. Karaman & G. Karaman, 1959
- Niphargus vodnensis S. Karaman, 1943
- Niphargus vornatscheri Schellenberg, 1934
- Niphargus vranjinae G. Karaman, 1967
- Niphargus vulgaris G. Karaman, 1968
- Niphargus wexfordensis G. Karaman, Gledhill & Holmes, 1994
- Niphargus wolfi Schellenberg, 1933
- Niphargus yasujensis Bargrizaneh, Fišer & Esmaeili-RIneh, 2021
- Niphargus zagorae Švara, Delić, Rađa & Fišer, 2015
- Niphargus zagrebensis S. Karaman, 1950
- Niphargus zarosiensis Zettler M.L. & Zettler A., 2017
- Niphargus zavalanus S. Karaman, 1950
- Niphargus zorae G. Karaman, 1967